# Damir Krstičević
Damir Krstičević, hrvaški general in poslovnež, * 1969.
Krstičević je najmlajša oseba, ki je bila povišana v generala v zgodovini Hrvaške vojske.

## Življenjepis
Leta 1991 je diplomiral na Visoki vojaški šoli v Beogradu, se vrnil na Hrvaško in se pridružil Hrvaški vojski.
Sprva je bil poveljnik 115. brigade, nato pa je leta 1993 postal poveljnik 4. motorizirane gardne brigade »Pajki«.
Leta 1996 je postal poveljnik 5. korpusnega področja; isto leto je bil povišan v generalmajorja. V tem času je končal tudi Vojno šolo Kopenske vojske ZDA. Kasneje je napredoval v general-bojnika (generalpolkovnik)
Leta 2000 je bil sopodpisnik pisma generalov, zaradi česar je bil odpuščen in postal poslovnež.